# ایدن اتوود
ایدن اتوود (انگلیسی: Eden Atwood؛ زادهٔ ۱۱ ژانویهٔ ۱۹۶۹) یک موسیقی‌دان اهل ایالات متحده آمریکا است.